# Vallabha

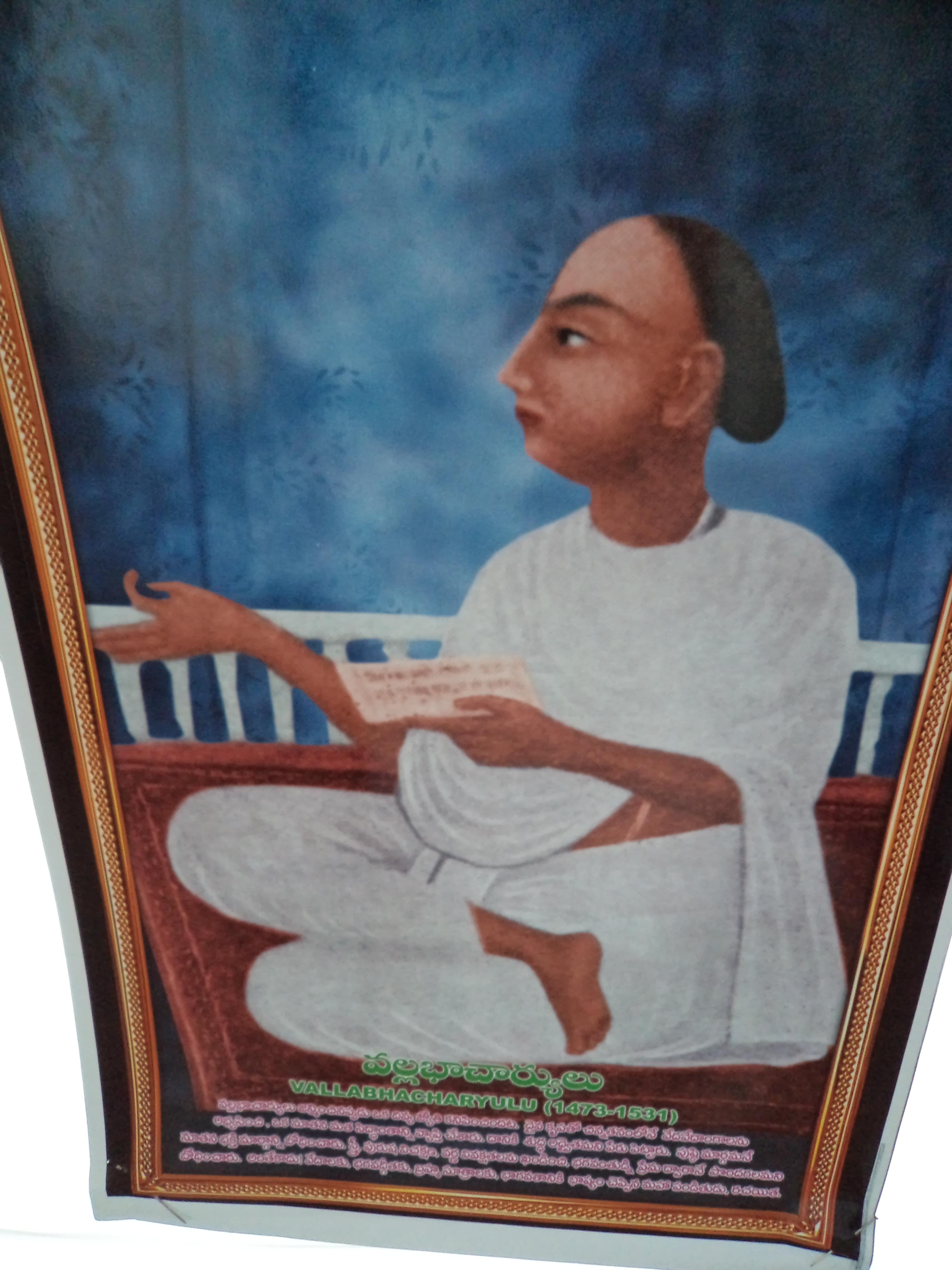
Vallabha

Vallabha (Vallabhacarya, det vill säga "profeten Vallabha"), en berömd vishnuitisk sektstiftare i norra Indien från början av 1500-talet, född omkr 1479, skall ha varit en lärd man och författare till åtskilliga teologiska och filosofiska skrifter. 
Centrum för hans verksamhet och förkunnelse var byn Gokula vid Yamuna, alltså en trakt, dit legenderna förlägger Krishnas ungdomsliv bland herdar och herdinnor. Hans anhängare fanns företrädesvis i nordvästra Indien och räknas bland de Vishnuanhängare, som dyrkar Vishnu i hans uppenbarelseform (avatara) som Krishna, särskilt av Krishna som barnet vid sin moders bröst efter hans födelse i stallet (ett Kristusdrag) eller hans hustru Radha. 
Sekten karakteriseras av en blandning av storslagen teologisk spekulation och låg sinnlighet. Vallabha själv förkunnade livsnjutningen och tillfredsställelsen av drifterna som livets mål (jfr hedonism), men höll sig själf fri från ytterligheter. Så icke hans efterföljare som sektens överhuvud, som kallas gosain. De lät sig dyrkas som gudar, antogo titeln maharaja ("storkonung"), fordrade sina anhängares underkastelse till "liv, själ och förmögenhet" (hindi tan, man och dhan), något, som resulterar i, att kvinnorna som "herdinnor" (gopì'er) hänger sig åt dem. Den på detta sätt uppväxande korruptionen inom sekten har framkallat åtskilliga reformförsök, till exempel av Caran Das på 1700-talet och Svami Narayana i begynnelsen av 1800-talet, som båda kämpade för sektens höjande. Resultatet har emellertid blivit en uppdelning i två sekter. 